# شاهد قبر ميمونة

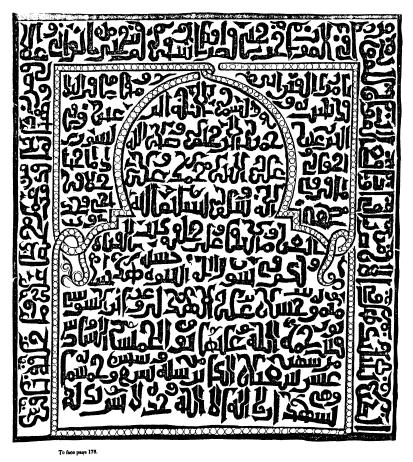
شاهد قبر ميمونة

حجر ميمونة أو شاهد قبر ميمونة (المالطية: il-Ġebla ta 'Majmuna أو il-Ħaġra ta' Majmuna)  هو شاهد قبر من الرخام من القرن الثاني عشر (من أصول رومانية) اكتُشف في قرية شوكية، جزيرة غودش في مالطا يعود لفتاة اسمها ميمونة بنت حسان الهذلي.
وفقًا للمؤرخ جيوفاني بونيلو، فإن حجر ميمونة هو «بقايا أثرية مذهلة للوجود الإسلامي في مالطا». وهو معروض اليوم في متحف غودش للآثار في قلعة فيكتوريا في غودش.

## الوصف
استخدم الحجر الرخامي في الأصل في العصر الروماني. نحت على شكل وردة على الطراز المعماري الروماني. وأُعيد استخدامه لاحقًا كشاهد قبر. وهو الحجر الجنائزي الإسلامي الوحيد في مالطا في تلك الفترة الذي لا زال بحجمه الأصلي والحجر الوحيد الذي يظهر تواريخ .
هذا الحجر هو شاهد قبر لفتاة تدعى «ميمونة» توفيت في 21 مارس 1174. وهو لوح رخامي ذو زخارف رومانية على ظهره (كان إعادة الاستخدام شائعًا في شمال إفريقيا الإسلامية). يُترجم النقش الكوفي العربي تقريبًا إلى:
| شاهد قبر ميمونة | بسم الله الرحمن الرحيم. صلى الله عليه وسلم وأتباعه ، وخلصهم إلى الأبد. الله عظيم وأبدي وقد قضى أن تموت مخلوقاته. وقد شهد على هذا نبي الله . هذا هو قبر ميمونة بنت حسان بن علي الهذلي الملقب بابن السوسي. توفيت - رحمها الله - يوم الخميس السادس عشر من شهر شعبان سنة 569 ، معلنة أن الله واحد لا شريك له ولا مثيل له. انظر بعينك هل في الارض من باقي. او دافع الموت او للموت من راقي. الموت اخرجني قصراً فيا اسفى، لم ينجني منه ابوابي و إغلاقي. وصرت رهناً بما قدمت من عمل محصى على وما خلفته باقي . يا من رأى القبر اني قد بليت به ، والترب غبر اجفاني وآماقى. في مضجعي ومقامي في البلا عبر، وفي نشوري اذا ماجئت خلاقي. اخي فجد وتب. | شاهد قبر ميمونة |

يرجع تاريخ النقش إلى عام 1174 ، أي بعد قرن تقريبًا من الغزو النورماندي لمالطا عام 1091. ويعتقد أن الإسلام ظل هو الدين السائد في مالطا حتى تم طرد المسلمين عام 1224. 